# Patrick Verbeke
Pour les articles homonymes, voir Verbeke.
 (août 2021).
Si vous disposez d'ouvrages ou d'articles de référence ou si vous connaissez des sites web de qualité traitant du thème abordé ici, merci de compléter l'article en donnant les références utiles à sa vérifiabilité et en les liant à la section « Notes et références ».
Patrick Verbeke, né le 13 avril 1949 à Caen dans le Calvados et mort le 22 août 2021 à Montrouge,, est un guitariste, compositeur, chanteur de blues français. Il a contribué à la reconnaissance du blues en France, aux côtés de Benoît Blue Boy, Bill Deraime et Paul Personne.

## Biographie
Patrick Verbeke joue d'abord dans des groupes – L’Indescriptible chaos rampant en 1967, Civilization en 1970, Tribu en 1972, Magnum en 1975 avec Alan Jack, Bistrock en 1979 avec Jacky Chalard – puis enregistre à partir des années 1980 sous son nom en anglais et en français. Le groupe Bistrock réalisera notamment des reprises de Sultans of Swing de Dire Straits et de Cocaine de J.J. Cale, intitulées respectivement L'École du rock’n’roll et Coquine.
Comme musicien de studio, il a également accompagné à la guitare (électrique ou acoustique) de nombreux artistes (Sonny Fischer sur l’album Texas Rockabilly Tear Up, David McNeil, Valérie Lagrange, William Sheller, Yves Montand, projet collectif Autour du Blues, etc.).
Pendant cinq ans (1993-1998), Verbeke anime chaque samedi soir une émission de radio sur Europe 1, De quoi j'vais m'plaindre (du nom d’une de ses chansons), qu'il a ensuite présentée en 2007-2008 sur la webradio W3 Blues Radio. Il joue également dans le concept Autour du Blues entouré suivant leur disponibilité de nombreux musiciens plus ou moins blues (Michael Jones, Francis Cabrel, Paul Personne, Claude Engel, Beverly Jo Scott, etc.).
Son fils, Steve Verbeke, est également musicien (harmoniciste et chanteur).

## Ambassadeur du Blues et pédagogue
Pendant de nombreuses années, il a été un inlassable initiateur auprès des jeunes publics (écoles, collèges, lycées), avec son exposition sur l'histoire du blues, qu'il commentait, panneau après panneau, National "Style O" (ou "Dreadnaught" Bouges) en main, pour le plus grand bonheur de ses auditeurs fascinés (et de leurs maîtres) : ses deux disques Schoolboy Blues et Willie et Louise en sont les remarquables témoignages. Sa voix chaude et prenante (et son remarquable accent anglais, hérité de ses études passées) captivait l'auditoire le moins attentif.

## Discographie solo
- 1981 : Blues in my Soul (Underdog/Carrère 67.808)
- 1982 : Tais-toi et rame (WEA)
- 1984 : Bec Vert (Underdog/Carrère 66.117)
- 1990 : School Boy BLues (Arc-en-ciel / Studio SM)
- 1992 : Blues and Ladies (Miss You/Studio SM-Night & Day)
- 1993 : French Blues (Éditions Atlas)
- 1996 : Funky français (Odeon Records / EMI)
- 1998 : Willie et Louise - conte « Bluesical » (Magic Blues - Arc en Ciel / Studio SM)
- 1998 : Monsieur Blues (Magic Blues - Mister Music / Wagram)
- 2000 : Y2K Blues - Blues de l'an 2000 (Magic Blues - Dixiefrog)
- 2004 : Échos d'Acadie (Magic Blues - Dixiefrog)
- 2005 : Capturé live (Magic Blues - Dixiefrog)
- 2007 : Bluesographie (Magic Blues - Dixiefrog)
- 2011 : La P'tite Ceinture (en duo avec son fils Steve Verbeke)